# Государственный строй Андорры
Политическая система Андорры основана на парламентской конституционной монархии и многопартийной системе (с тремя доминирующими партиями).
Страна хотя и имеет собственного главу правительства, но Испания и Франция отвечают за внешнюю политику Андорры. Главами государства Андорры являются президент Франции и епископ Уржельский в Испании. Они имеют местных представителей в Андорре, но не имеют права вето.
Исполнительная власть осуществляется правительством. Законодательная власть принадлежит как правительству, так и однопалатному парламенту (Генеральный совет долин Андорры). Судебная власть независима от исполнительной и законодательной власти.
До 1993 года политическая система Андорры не была чётко разделена на исполнительную, законодательную и судебную ветви. Однако в 1993 году была принята конституция, которая установила Андорру как суверенную парламентскую демократию с епископом Уржельской епархии и президентом Франции в качестве со-князей (князей-соправителей) и глав государства. Глава правительства остался возглавлять исполнительную власть. Оба со-князя имеют равные полномочия, но не обладают индивидуальным правом вето на действия правительства (однако законодательный акт фактически может быть «отклонён», если оба не подпишут его). В Андорре каждый из со-князей представлен личным представителем.